# ونداده
ونداده، روستایی در دهستان ونداده بخش مرکزی شهرستان میمه و وزوان در استان اصفهان ایران است. این روستا، مرکز دهستان ونداده است.

## جمعیت
بر پایه سرشماری عمومی نفوس و مسکن در سال ۱۳۹۵، جمعیت این روستا برابر با ۱٬۳۵۴ نفر (۴۷۲ خانوار) بوده است.